# Lymantriades obliqualinea
Lymantriades obliqualinea är en fjärilsart som beskrevs av Bethune-Baker 1911. Lymantriades obliqualinea ingår i släktet Lymantriades och familjen tofsspinnare. Inga underarter finns listade i Catalogue of Life.